# 김진만 (1918년)
김진만(金振晩, 1918년 11월 11일~2006년 5월 10일)은 대한민국의 고위정치인이다. 제9대 국회부의장이다. 본관은 강릉, 아호는 동곡(東谷)이다.

## 약력
- 일본랑화상업학교졸업
- 북삼화학회장
- 강원일보사 이사장
- 자유당삼척군당부위원장
- 일본 동지사대학 정치경제학과 학사 출신
- 동곡문화재단이사장
- 제3대상공분과위원장
- 제6대공화당당무위원
- 제7대공화당원내총무
- 제8대공화당재정위원장
- APU제9차총회의장
- 한ㆍ영의원협회회장
- 제9대국회부의장
- 제4대국회의원(삼척) 자유당
- 제6대국회의원(삼척) 민주공화당
- 제7대국회의원(삼척) 민주공화당
- 제8대국회의원(삼척) 민주공화당
- 제9대국회의원(통일주체국민회의) 유신정우회
- 제10대국회의원(강릉ㆍ명주ㆍ삼척) 무소속

## 가족 관계
- 첫째 아들: 김준기(金俊起, 1944년 12월 4일 ~ 동부그룹 회장)
  - 며느리: 김정희(1948년 3월 14일 ~ , 김상준의 딸)
- 둘째 아들: 김택기(金宅起, 1950년 7월 3일 ~ ,제16대 국회의원)
  - 며느리: 이양희(李亮喜, 성균관대 아동학과 교수, 이철승의 딸)
- 셋째 아들 : 김무기(金武起)
  - 며느리 : 이지은(이종진 서울대 문리대학장의 딸)
- 넷째 아들 : 김흥기(金興起)
  - 며느리 : 오남선(오동제의 딸)
- 다섯째 아들 : 김현기
- 첫째 딸: 김명자
- 둘째 딸: 김희선
  - 사위: 신동윤(율촌화학 부사장, 신춘호 농심그룹 회장의 아들)
- 셋째 딸: 김명희

## 역대 선거 결과
|  | 31.07% |

|  | 63.66% |

|  | 0% |

|  | 35.79% |

|  | 48.77% |

|  | 54.83% |

|  | 0% |

|  | 19.09% |